# Елма Синановић
Елма Синановић (рођ. Нумановић; Нови Пазар, 5. август 1974) српска је певачица.

## Биографија
Рођена је 5. августа 1974. у бошњачкој породици у Новом Пазару. Била је у браку је са новопазарским бизнисменом Смаилом Синановићем, који јој је прво био менаџер. Из брака са њим има кћерку Хулију, рођену 21. јуна 1997. године.

## Музичка каријера
Музичку каријеру започиње 1993. године, када се пријављује на такмичење певача аматера где осваја прво место. Професионалну каријеру започела је 1994. године избацивши свој први албум под називом Елма, у сарадњи на Слободаном Бодом Николићем. Албум садржи 8 песама и спот за песму Два прстена, а са целог албума највећу пажњу публике привукла је песма Елма, а албум је добио позитивне критике.
Након успона у каријери, Елма напушта издавачку кућу Јувекомерц за коју је снимила први албум и прелази у ПГП РТС, за који снима албум Елма Синановић, са синглом Заводник. Трећи Елмин албум под називом Без мене добро си излази 1996. године, такође под издавачком кућом ПГП РТС. На новом албуму су се осим класичних народњачких мелодија нашле обраде турских песама. Након неког времена, Елма напушта и издавачку кућу ПГП РТС и успоставља сарадњу са Марином Туцаковић и Футом Радуловић и уз помоћ њих снима свој четврти албум под називом Елма Синановић, 1998. године, са 10 нових песама у продукцијској кући ЗАМ. Исте године појављује се на манифестацији Југословенски дани естраде и осваја велики број награда. Године 1999. отворила је своју радио-телевизијску станицу Центар. Године 2000. Елма снима албум Рука правде за продукцијску кућу Гранд продукција. Шести албум под називом Ах туго, туго са истоименим синглом снима 2003. године, такође У Гранд продукцији, док наредни албум Градске приче издаје 2005. године за Gold music-.
Почетком 2010. на Елмином званичном јутјубу каналу излази демо снимак, и најава великог повратка на естраду, песмом Солитер, која је на крају светлост дана угледала на албуму Нешто лично. 2012. снима песму Танго којом планира повратак у естрадне воде. Међутим, песму препушта тада новој звезди „Гранда” Милици Павловић. Исте године гостује у дуету мање познатог певача Кемала Муратовић. На јесен 2017. избацује сингл Туго, туго, а 2018. и албум симболичног назива Нешто лично за Gold music. Крајем 2018. оптужила је Сашу Поповића да ју је преварио, не исплативши јој уговорени проценат од продаје њеног албума из 2000. године. Након што је спорни уговор испливао у јавност, такође се у медијима покренула и тема о утаји пореза Гранд продукције.

## Дискографија

### Албуми
- Елма (1993)
- Заводник (1995)
- Без мене, добро си (1995)
- Моје другарице (1998)
- Рука правде (2000)
- Ах туго, туго (2003)
- Градске приче (2005)
- Нешто лично (2018)

### Синглови
- Хајде пуцај (2006)
- Лепи (2007)
- Ти си та (2011) дует са Mр Денисoм и Романтикoм
- Теби је судбина (2012) дует са Кемалом Муратовићем
- Туго, туго (2017)
- Дивљи снови (2018) дует са Ин вивом
- Мама миа (2020) дует са Хулијом

### Спотови
| Спот               | Година | Режисер                        |
| ------------------ | ------ | ------------------------------ |
| Заводник           | 1995.  | —                              |
| Зајди зајди        | 1995.  | —                              |
| Без мене добро си  | 1996.  | —                              |
| Какво је то лудило | 1996.  | —                              |
| Брига ме           | 1998.  | —                              |
| Теби је судбина    | 2011.  | Hayat production               |
| Дивљи снови        | 2018.  | Visual Fever                   |
| Тајиш              | 2021.  | Јован Пеурача и Милош Митровић |
| Страсти            | 2021.  | Јован Пеурача и Милош Митровић |
| Треба ми           | 2021.  | Небојша Вишановић              |
| Градске приче      | 2021.  | Небојша Вишановић              |
| Чаробно,чаробно    | 2021.  | Небојша Вишановић              |
| Ах туго,туго       | 2021.  | Небојша Вишановић              |
| Корак до дна       | 2021.  | Небојша Вишановић              |
| Story              | 2021.  | Небојша Вишановић              |
| Волим те           | 2021.  | Небојша Вишановић              |
| Дно моје           | 2021.  | Љуба Радојевић                 |
| Лагала сам         | 2022.  | Љуба Радојевић                 |
| Маскота            | 2022.  | Љуба Радојевић                 |
| Моји гени          | 2022.  | Љуба Радојевић                 |
| Нирвана            | 2022.  | Љуба Радојевић                 |
| Папир              | 2022.  | Љуба Радојевић                 |
| Рогови             | 2022.  | Љуба Радојевић                 |
| Заклетва           | 2022.  | Љуба Радојевић                 |
| Замало             | 2023.  | Љуба Радојевић                 |
| Црно беле руже     | 2023.  | Љуба Радојевић                 |
| Кусур              | 2023.  | Љуба Радојевић                 |

### Гостовање на компилацијама
- Various - Гранд 16 супер хитова 4, са песмом Руко правде (2001) (Гранд продукција)
- Various - Гранд супер хитови 14, са песмом Није ветар, није киша (2004) (Гранд продукција)
- Various - Гранд супер хитови 13, са песмом Ах туго, туго (2004) (Гранд продукција)
- Various - Гранд супер хитови 16, са песмом Ништа лично (2005) (Гранд продукција)
- Various - Оријент фолк експрес, са песмом Корак до дна (2007) (Gold music)
- Марина и Фута - Антологија 4, са песмом Еј да те може (Lucky sound)
- Марина и Фута - Антологија 7, са песмом Брига ме (Lucky sound)